# Мидрариды
Мидрариды (араб. بني مدرار‎— Бани Мидрар) — династия правителей одноимённого государства в Северной Африке (Марокко). Государство Мидраридов существовало в районе города Сиджильмасы с 772 до 967 года.

## Начало
Первым правителем государства стал Иса ибн Йазида ал-Асвада принадлежавший к суфритам (одному из течений среди хариджитов). Ещё в 757 году суфриты пытались захватив Кайруан создать своё государство, но были изгнаны ибадитами. Переселившись на запад суфриты вместе с местным племенем микнаса основали город Сиджильмаса. Абу-л-Касем Семгу ибн Васул (основатель династии Мидраридов) стал правителем лишь в 772 году, после того как суфриты «разгневались на Ису за некоторые проступки» и привязали к дереву на вершине скалы. Исследователи по-разному оценивают кем был Абу-л-Касем: Айдын Ариф оглы Али-заде пишет что он был пастухом, К. Рыжов считает, что он был владельцем многочисленных стад, обладавшим большим влиянием в общине, но находившийся на вторых ролях. Он изучал богословие в Медине.

## Смуты
После смерти в 783 году Абу-л-Касема Семгу ибн Васула правил сначала один, а потом второй сын (Абу-л-Мунтасир ал-Йаса). Абу-ль-Мунтасир аль-Йаса свергший брата в 790 году построил стену вокруг Сиджильмасы с 12 воротами, дворец и ряд общественных зданий. Его сын аль-Мунтасир Мидрар женился на дочери Абд ар-Рахмана ибн Рустама, основателя династии Рустамидов. В браке родился сын Абд ар-Рахман Маймун. Желая передать ему трон, Мидрар отрекся в пользу сына от престола. Недовольный этим его сын Маймун аль-Амир от другой жены сверг Абд ар-Рахмана и отправил в изгнание, а трон передал отцу. Мунтасир вновь став правителем Сиджильмасы решил вернуть сына из ссылки. Узнав об этом представители суфритов потребовали у Маймуна ал-Амира отправить в ссылку Мунтасира. Тот был сослан в одну из деревень около Сиджильмасы где тот и умер в 867 году. Правление Маймуна ал-Амира прошло в борьбе с ибадитами и другими сторонниками Абд ар-Рахмана Маймуна.

## В борьбе с Фатимидами
С 883 года государством Мидраридов правил Йлйас ал-Мунтасир. Он поддерживая, принявшее хариджизм суфритского толка, племя матгара воевал против Идрисидов. Во время правления Йлйаса ал-Мунтасира в Сиджильмасу приехал Убайдуллах аль-Махди, который смог войти в доверие и стать приближенным правителя. Но узнав от аглабидского эмира кто на самом деле Убайдуллах отправил того в тюрьму. Войска исмаилитского полководца Абу Абдаллы аш-Шии разбили войска Мидраридов, освободили Убайдуллаха и подчинили себе Сиджильмасу назначив её правителем — Ибрахима ибн Галиба аль-Газати.
Недовольные этим суфриты восстали убив наместника и 500 солдат. Правителем государства стал ал-Фатх Васул живший в мире с Фатимидами. После его смерти в 912 году правил брат Ахмад. В 922 году против Ахмада
был послан фатимидский военачальник Масала ибн Хаббуса, который сверг этого правителя. Преемником Ахмаада стал другой мидрарид — Мухаммад II, ставший наместником Фатимидов.
После этого Мидрариды продолжили править Сиджильмасой. В 958 году её правитель Мухаммад IV был свергнут Фатимидами. Его сын Абу Мухаммад ал-Мутазз смог в 963 году вернуть город, но в 967 году был низложен.

## Правители Сиджильмасы
- 757—772 (140—155)[5] Иса ибн Йазид аль-Асвад (не Мидрарид)
- 772—783 Абу-л-Касем Семгу ибн Васул/Абу-ль-Касым Симку ибн Васул[6]
- 783—790 (176—184) Абу-ль-Визир Ильяс/Абул Вазир (Ильяс ибн Абуль Касым)
- 790—823 (184—208) Абу-ль-Мунтамир аль-Йаса/Ильяса Абуль-Мансур
- 823—867 (208—224) аль-Мунтасир Мидрар/Мидрар ибн Абуль-Мансур (умер в 253 году хиджры, то есть 867 году)
- 867 (ок. 221) Абд ар-Рахман Маймун/Маймун ибн ар-Рустамиййа
- 867—876 (224—263) Маймун аль-Амир/Маймун ибн Бакиййа
- 876—883 (263 −270) Мухаммад I/Мухаммад
- 883—909 (270—297) Ильяс аль-Мунтасир/аль-Мунтасир Ильяс ибн Маймун ибн Мидрар ибн Ильяс ибн Абдула Касым
- Ибрахим ибн Галиб аль-Газати наместник Фатимидов (не Мидрарид)
- 911—912 (297—300) аль-Фатх Васул/ал-Фатх (Васул)
- 912—922 (300—309) Ахмад/Ахмад ибн Маймун
- 921—933 (309—321) Мухаммад II/аль-Мутаз ибн Мухаммад ибн Савир ибн Мидрар
- 933 (321—331) Мухаммад III Абу-ль-Мунтасир/Мухаммад Абуль-Мансур
- 933—958 Мухаммад IV аш-Шакир
- 958—963 (331) ал-Мунтасир/Симко ал-Мунтазир
- 963—977 Абу Мухаммад аль-Мутазз